# Leo Ortolani
Leonardo Ortolani, poznat kao Leo (Pisa, 14. siječnja 1967.), talijanski je crtač, poznat posebno po strip serijalu Rat-Man.

## Životopis
Rođen u Pisi 1967., u studenom 1968. s obitelji se preselio u Parmu, gdje je odrastao i živi i danas, sa suprugom Caterinom Dacci i djecom.
Ortolani je od malih nogu pokazivao veliku strast prema svijetu stripa, a osobito prema Fantastičnoj četvorki, Jacku Kirbyu i Stanu Leeju, što će utjecati na njegov stil crtanja i pripovijedanja.
Nakon završene srednje škole upisao je Sveučilište u Parmi, Fakultet matematike, fizike i prirodnih znanosti, kako bi diplomirao geološke znanosti, što je još jedno iskustvo koje ga je duboko obilježilo. Tijekom sveučilišnoga razdoblja Ortolani je nacrtao svoje prve likove, a tema geologije postala je vodiljom prvih brojeva njegovog glavnog djela, Rat-Man.

## Sudjelovanje u događanjima
- RiminiComix 1999.
- Lucca Comics and Games 2005.
- Lucca Comics and Games 2007.
- Lucca Comics and Games 2008.
- Comicon 2009., Sede Castel Sant Elmo, Napoli
- Lucca Comics and Games 2009.
- Lucca Comics and Games 2010.
- Lucca Comics and Games 2012.
- Lucca Comics & Games 2013.
- Cartoomics 2014.
- Etnacomics 2014.
- Torino Comics 2015.
- Napoli Comicon 2017.
- Lucca Comics and Games 2017.
- Lucca Comics and Games 2018.
- Comics Fest 2019. (Villafranca di Verona)
- Lucca Comics and Games 2019.